# Teodoro Nguema Obiang Mangue
Teodoro Nguema Obiang Mangue, detto Teodorìn (Acoacán, 22 giugno 1968), è un politico equatoguineano, figlio del presidente Teodoro Obiang Nguema Mbasogo e vicepresidente della Guinea equatoriale a partire dal  22 giugno 2016.
Grazie alla sua stretta parentela con l'attuale capo di stato della Guinea Equatoriale, Teodoro Nguema ha ricevuto diversi e prestigiosi incarichi governativi, diventando inoltre noto a livello internazionale per il suo stile di vita molto lussuoso, il quale lo ha portato ad essere più volte accusato e sanzionato a livello internazionale per appropriazione indebita e corruzione.

## Biografia
Teodoro Nguema Obiang Mangue è nato il 25 giugno 1968 ad Acoacán (attuale Mongomo) dall'unione fra Teodoro Obiang Nguema Mbasogo, futuro dittatore della Guinea equatoriale, e Constancia Mangue.

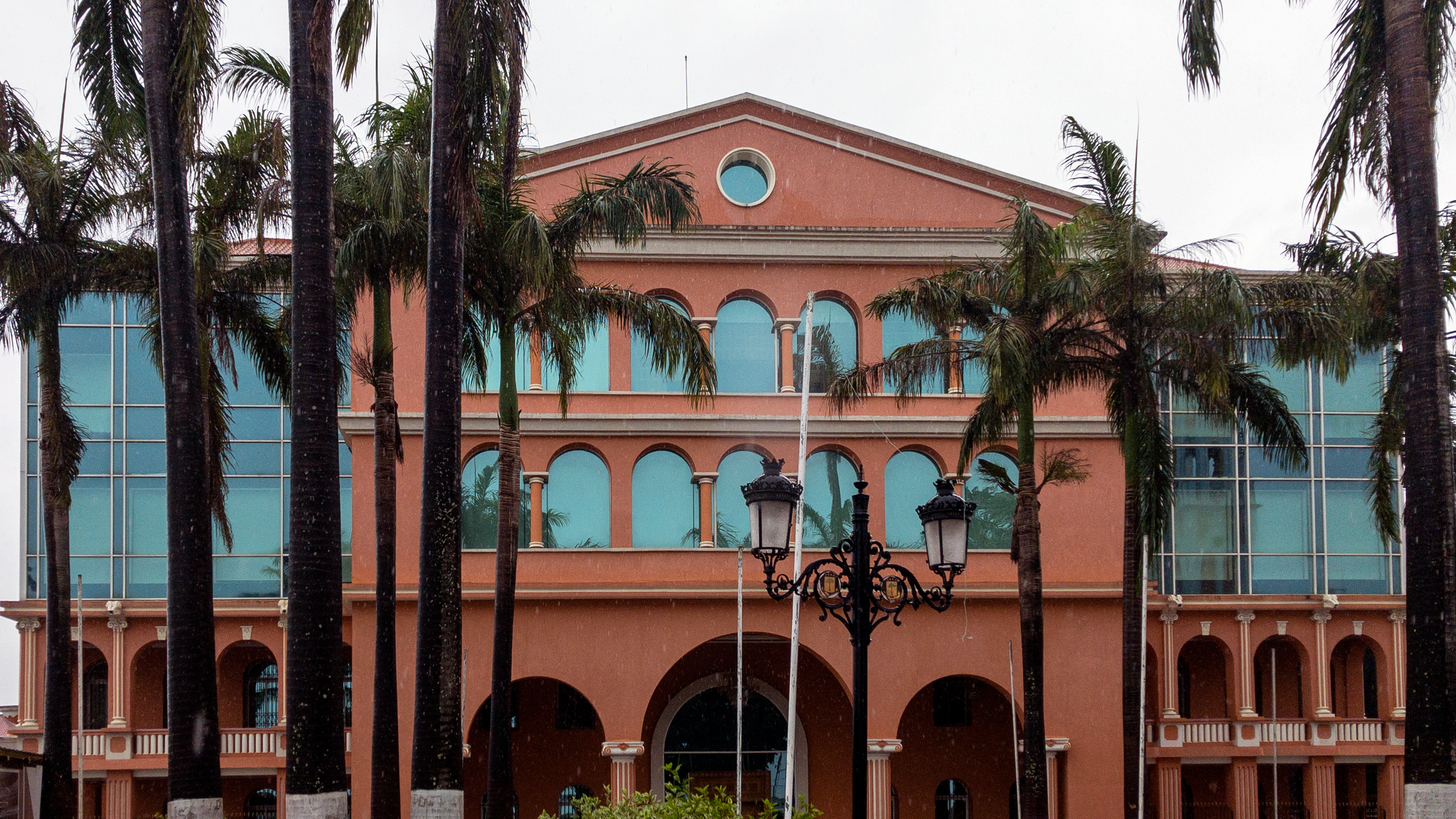
Il palazzo presidenziale situato a Malabo funge anche da residenza ufficiale per la famiglia Obiang.

Una volta compiuti 14 anni, il padre lo inviò a studiare in un college privato francese in Normandia: l'École des Roches. Successivamente si iscrisse all'Università Pepperdine, un ateneo privato situato a Malibù, in California. Tuttavia, non appena si trasferì a Malibù, incominciò a non frequentare le lezioni dell'università, partecipando invece a diverse feste e visitando molti locali della zona. Dopo soli 5 mesi, Teodorín, su richiesta di alcuni docenti universitari, abbandonò definitivamente gli studi. In questo soggiorno durato 5 mesi, Teodoro Nguema soggiornò costantemente al Beverly Wilshire Hotel, un lussuoso hotel che si poté permettere grazie ai soldi che il padre regolarmente gli inviava.

## Carriera politica
Verso la fine degli anni '80 Teodoro Nguema fu richiamato in patria dal padre, il quale nel 1990 lo nominò ministro dell'agricoltura e delle foreste, carica che ricoprì per 15 anni.
Nel 2005 il governo equatoguineano annunciò che Teodorín sarebbe stato nominato in una pubblica cerimonia vicepresidente della nazione; tuttavia, per cause ancora non ben chiarite, la nomina non avvenne e per 7 anni Teodoro Nguema non ricevette altri incarichi politici.
Il 21 maggio 2012, durante la nomina a vicepresidente di Ignacio Milam Tang, Teodorín fu nominato secondo vicepresidente, carica creata dal padre appositamente per lui. Quattro anni dopo, il 22 giugno 2016, Teodoro fu finalmente nominato vicepresidente. La sua nomina, che è avvenuta un mese dopo le elezioni presidenziali in Guinea Equatoriale del 2016, è stata da molti vista come la nomina, de iure, a successore di suo padre.

## Controversie
Il New York Times ha riportato nel 2004 che Nguema, tramite lo stipendio da ministro dell'agricoltura e delle foreste, aveva potuto acquistare diverse Lamborghini e permettersi lunghi viaggi a Hollywood e Rio de Janeiro. L'articolo, inoltre, riportava che Teodorín aveva noleggiato il superyacht Tatoosh per una crociera natalizia insieme alla rapper Eve, chiamata a intrattenere la nave con la sua musica per £400.000.
Nel 2005 invece, Nguema fu criticato da molti dei media internazionali per aver speso quasi 10.000.000 ZAR (all'incirca €500.000) durante un fine settimana in Sud Africa, acquistando champagne, una Bentley Arnage nera del 2004, una Bentley Continental R color crema del 2003 e una Lamborghini Murciélago del 2005. Il governo statunitense dichiarò che tali acquisti erano tutti stati effettuati utilizzando il denaro proveniente dal contrabbando internazionale di petrolio e di gas.
Negli anni successivi, Nguema acquistò, sempre tramite del denaro frutto di un'attività fraudolenta, diversi possedimenti immobiliari, fra cui due case in Sud Africa dal valore complessivo di 50.000.000 ZAR (all'incirca €2.500.000), un complesso residenziale da $31.000.000 a Malibù, una casa di 460 m2 situata a Parigi nella strada di Avenue Foch e l'etichetta discografica che si occupa di hip hop TNO Entertainment. Nel 2008, in Francia, acquistò uno dei 30 modelli presenti al mondo dell'auto sportiva Bugatti Veyron dal valore stimato di 1.100.000€ e una Maserati MC12 da 700.000€. Nel 2011, entrò in possesso di altre due Bugatti Veyron, mentre all'inizio del 2012 entrambe le Veyron e altre 9 autovetture furono confiscate dalla polizia francese, la quale stava compiendo un'indagine per corruzione nei suoi confronti. Durante il luglio 2013, i beni di Teodorín furono rivenduti all'asta.
Il 19 gennaio 2013 il padre di Nguema, Teodoro Obiang, ha fatto arrestare l'imprenditore edile italiano Roberto Berardi, attivo da più di 20 anni in diversi stati dell'Africa. Dopo aver completato un lavoro in Camerun, Berardi si sarebbe trasferito in Guinea Equatoriale, fondando un'impresa edile con lo stesso Teodorín. Tuttavia, Berardi scoprì alcune operazioni sospette effettuate sul conto corrente della nuova società e chiese dunque spiegazioni a Teodoro Nguema. Poche ore dopo, l'imprenditore italiano fu arrestato dalla polizia equatoguineana con l'accusa di frode e appropriazione indebita. Roberto Berardi venne successivamente multato dal governo di 1,2 milioni di euro e incarcerato per ben 2 anni (dei quali 18 mesi li passò in isolamento). Il governo italiano non fece alcuna considerazione; nel luglio 2015 il Berardi è stato scarcerato.

### Accuse per appropriazione indebita
Nell'ottobre 2011, sette anni dopo che la sottocommissione per le indagini sulla sicurezza interna del Senato degli Stati Uniti aveva scoperto i conti segreti della famiglia Nguema aperti presso la Riggs Bank, il Dipartimento di Giustizia degli Stati Uniti procedette a sequestrare a Teodoro Nguema beni per un valore complessivo di 70 milioni di dollari, fra cui un jet prodotto dalla Gulfstream, un panfilo, diverse autovetture di lusso e alcuni cimeli di Michael Jackson.
L'11 giugno 2012, il Dipartimento di Giustizia degli Stati Uniti ha aperto un processo a carico di Nguema per presunta corruzione. Nel contenuto della denuncia si afferma che Nguema abbia speso, tra il 2004 e il 2011, 315 milioni di dollari riciclati in proprietà e beni di lusso. Inoltre, nella denuncia si adduce anche al fatto che, mentre era ministro dell'agricoltura e delle foreste, Nguema abbia riscosso delle tasse "personali", imposte soprattutto sulle aziende di legname locali (si fa riferimento all'esorbitante costo di $28,80 per ogni tronco di legname esportato). Il denaro ricavato permetteva a Teodorín di mantenere il suo sontuoso stile di vita. Il Dipartimento di Giustizia afferma infatti che le spese effettuate in questi 8 anni da Nguema non rispettavano minimamente lo stipendio percepito da un ministro equatoguineano (all'incirca 100.000$). Nel 2014, si raggiunse un verdetto definitivo: il Dipartimento di Giustizia riconsegnò a Nguema il jet privato e alcuni cimeli di Michael Jackson (fra cui figurava anche un guanto di cristallo da 275.000 dollari), mentre pignorò e pose all'asta il suo complesso residenziale a Malibù e alcune sue Ferrari. ricavandone 34 milioni di dollari, 30,3 dei quali avrebbero dovuto essere destinati a organizzazioni filantropiche che si occupano di aiutare il popolo della Guinea equatoriale, tuttavia il governo statunitense non ha mai provveduto a versare la somma promessa.
Durante il febbraio 2012, la villa parigina dal valore di 100 milioni di euro intestata a Nguema fu perquisita dalla polizia francese, che sequestrò diversi beni di lusso con l'accusa di contrabbando e riciclaggio di denaro. Infatti, 6 mesi dopo fu emesso un mandato di arresto nei confronti di Teodoro Nguema e anche la sua proprietà fu sequestrata dalla Police nationale. Dopo che fu emesso un mandato di arresto dall'Interpol nel 2016, l'anno successivo si aprì in Francia un processo in contumacia ai danni di Teodorín, il quale fu accusato di corruzione e riciclaggio di denaro. Subito dopo, vedendo il processo come un affronto, il governo della Guinea equatoriale, su ordine di Teodoro Obiang, intentò una causa contro la Francia stessa presso la Corte internazionale di giustizia, con l'accusa di aver violato l'immunità diplomatica dei rappresentanti equatoguineani. Quest'ultimo processo si è concluso nel 2020, quando la Corte internazionale ha dichiarato che il governo francese non è colpevole di violazione dell'immunità diplomatica in quanto la villa di Nguema non era considerata una sede diplomatica ufficiale. Per quanto riguarda il processo francese contro Nguema, esso si è concluso nell'ottobre 2017, quando la corte francese ha condannato il rampollo equatoguineano a tre anni di carcere a sospensione condizionale della pena e a pagare una multa di 30 milioni di euro. Inoltre, la villa parigina e tutti i beni presenti al suo interno furono pignorati dallo stesso governo francese.

### Sanzioni da parte del Regno Unito
Il 22 luglio 2021 il Regno Unito ha imposto alcune sanzioni contro Nguema, accusandolo di corruzione e contrabbando. In tutta risposta, il ministro degli esteri Simeón Oyono Esono Angue ha chiuso l'ambasciata equatoguineana a Londra, dichiarando che la Guinea Equatoriale "non autorizzerà nessun paese a interferire nei propri affari interni".